# ماجونية
ماجونية (بالإسبانية: Magonismo)‏ هو مُصطلح استخدمه بعض الباحثين للإشارة إلى تيار فكري سبق الثورة المكسيكية (1910)، كان يُمثله حينئذ الحزب الليبرالي المكسيكي، والذي تأثر، وبقوة، بأفكار الأناركية للأخوين ريكاردو فلوريس وإنريكي فلوريس، جنبًا إلى جنب مع بعض أعضاء صحيفة ديخينراثيون مثل ليبرادو ريبيرا، وأنسيلمو إل فيجيروا، وبراكسديس خلبيرتو جيريرا. كان الماجونيون، كقوة ثورية، يتطلعون إلى إلغاء السلطة وليس مُمارستها، حيث كانوا يبغون التحرر والحكم الذاتي.